# معاهدة بحرة
معاهدة بحرة هي اتفاقية وقعت في 1 نوفمبر 1925 بين سلطنة نجد ممثلة  بالملك عبد العزيز بن عبد الرحمن بن فيصل آل سعود وبين المملكة العراقية ممثلة بالسير جلبرت كلايتون المندوب المفوض من الحكومة البريطانية والمخول بأن ينوب عن الحكومة العراقية في الاتفاق والتوقيع.
في عام 1343هـ/ 1924م استلم الملك عبد العزيز رسالة من المعتمد البريطاني في البحرين يخبره بالحدود التي عينتها الحكومة البريطانية باتجاه الجنوب الشرقي للأردن، فكان رد الملك عبد العزيز بأن السلطات البريطانية لم تتحدث مطلقاً فيما مضى عن تلك الحدود وأنها لم تشر إلى ذلك خلال مؤتمر الكويت، ولكن بالرغم من ذلك أبدى الملك عبد العزيز استعداده للتفاوض حول هذه الحدود متى شاءت الحكومة البريطانية وفي المكان الذي تريد
كان الاهتمام البريطاني في تلك الأثناء منصباً على منطقة معان والعقبة، حيث أدركت الحكومة البريطانية أهمية تأمين ميناء العقبة لأنه منفذ شرق الأردن على البحر الأحمر، ولأن هذا الميناء معرض لهجوم الملك عبد العزيز بسبب إيواء بريطانيا للشريف حسين في هذا الميناء. وما كاد ينتهي عام 1344هـ/ 1925م إلا وقررت الحكومة البريطانية فتح باب المفاوضات مع الملك عبد العزيز، فوصل إلى جدة في هذا العام وفد انجليزي مؤلف من الجنرال كلايتون والخواجة جورج، المفتش في إدارة معارف فلسطين وتوفيق بك السويدي مندوب العراق ومستشاره، وكاتب انجليزي هو المستر هارفي أحد الموظفين بحكومة فلسطين. وعند وصول الوفد إلى بحرة استقبلهم الملك عبد العزيز فكانت أول كلمة للمندوب البريطاني أن قال:" أن بريطانيا لا تزال محافظة على حيادها التام في المسألة الحجازية النجدية ولكنه يهمها أن تتفاهم معه على بعض أمور تتعلق بالعراق وشرق الأردن المشمولتين بالانتداب البريطاني"، فأعرب الملك عبد العزيز عن استعداده لبحث في هذه الأمور 
عقد المندوبان مع الملك عبد العزيز اتفاقيتين: إحداهما عرفت باتفاقية "بحرة" فهذه الاتفاقية نظراً للمعاهدة المعقودة بين حكومتي العراق ونجد تهدف إلى تأكيد الصلات الحسنة بينهما والمقررة بمعاهدة المحمرة التي وقعت في عام 1340هـ/ 1922م، ونظراً للبندين المعروفين بالبند رقم1 والبند رقم2 الذين اضيفا إلى معاهدة المحمرة والموقع عليهما في العقير، ونظراً لإبرام المعاهدة طبقا للعادة من قبل حكومتي العراق ونجد في البند الأول بأن يمنع كل منهما عشائره عن التعدي على عشائر الحكومة الأخرى وأن يعاقب كل من الحكومتين من يتعدى من العشائر التابعة للحكومة الأخرى، وأن تتذاكر الحكومتان إذا حالت الظروف دون قيام أحدهما بالتأديب اللائق في امكان اتخاذ تدابير مشتركة طبقا للصلات الحسنة السائدة بينهما وحرصاً على الصداقة وحسن الصلات بين العراق ونجد وُضعت اتفاقية بخصوص بعض المسائل بينهما 

## نصوص المعاهدة
- المادة الأولى: تعترف كل من دولتي العراق ونجد أن الغزو من قبل العشائر القاطنة في أراضيها على أراضي الدولة الأخرى اعتداء يستلزم عقاب مرتكبيه عقاباً صارماً من قبل الحكومة التابعة لها وأن رئيس العشيرة المعتدية يعد مسؤولاً.
- المادة الثانية:
  - (أ) تؤلف محكمة خاصة بالاتفاق، بين حكومتي العراق ونجد، تلتئم من حين إلى آخر للنظر في تفاصيل أي تعد يقع من وراء حدود الدولتين ولإحصاء الأضرار والخسائر وتعيين المسؤولية. ويكون تأليف هذه المحكمة من عدد متساو من ممثلي حكومتي العراق ونجد، وتعهد رئاستها إلى شخص آخر من غير الممثلين المذكورين تتفق على اختياره الحكومتان وتكون قرارات هذه المحكمة قطعية ونافذة.
  - (ب) بعد تعيين المسؤولية وتحقيق الأضرار والخسائر الناشئة عن الغزو، وإصدار المحكمة قرارها بذلك، تقوم الحكومة التابع لها المحكوم عليه بتنفيذ القرار المذكور وفقا لعادات العشائر، وبمعاقبة المحكوم عليه كما جاء في المادة الأولى من هذه الاتفاقية.
- المادة الثالثة: لا يجوز لعشائر إحدى الحكومتين اجتياز حدود الأخرى إلا بعد الحصول على رخصة من حكومتهم، وبعد موافقة الحكومة الأخرى، مع العلم أنه لا يحق لإحدى الحكومتين أن تمتنع عن إعطاء الرخصة أو الموافقة إذا كان السبب في انتقال العشيرة لداعي المرعى عملاً بمبدأ حرية الرعي.
- المادة الرابعة: تتعهد حكومتا نجد والعراق بأن تقفا بكل ما لديهما من الوسائل، غير الطرد واستعمال القوة، في سبيل انتقال كل عشيرة أو فخذ من إحدى القطرين إلى الآخر، إلا إذا جرى هذا الانتقال بمعرفة حكومتهم ورضاها، وتتعهد الحكومتان بأن تمتنعا عن تقديم الهدايا أيا كان نوعها للملتجئين من البلاد التابعة للحكومة الأخرى، وبأن تنظرا بعين السخط على كل شخص من رعاياهما يسعى لاستجلاب العشائر التابعة للحكومة الأخرى، أو تشجيعهم على الانتقال من بلادهم إلى البلاد الأخرى.
- المادة الخامسة: ليس لحكومتي العراق ونجد أن تتخابر مع رؤساء وشيوخ عشائر الدولة الأخرى في الأمور الرسمية والسياسية.
- المادة السادسة: لا يجوز لقوات العراق ونجد أن تتجاوز حدود بعضها البعض بقصد تعقب المجرمين إلا برضى الحكومتين.
- المادة السابعة: لا يجوز لشيوخ العشائر الذين لهم صفة رسمية أو لهم رايات تدل على أنهم قواد لقوات مسلحة أن يظهروا راياتهم في أراضي الدولة الأخرى.
- المادة الثامنة: إذا طلبت إحدى الحكومتين من عشائرها النازلة في أراضي الدولة الأخرى تجريدات مسلحة فالعشائر المذكورة أحرار في تلبية دعوة حكومتهم على أن يرحلوا بعائلاتهم وأموالهم بكل سكينة.
- المادة التاسعة: إذا انتقلت عشيرة من أراضي إحدى الحكومتين إلى الأراضي التابعة للحكومة الأخرى، وشنت الغارات بعد انتقالها على البلاد التي كانت تقطن فيها، يحق للحكومة التي تقيم العشيرة في أراضيها أن تأخذ منها ضمانات كافية، حتى إذا تكرر منها مثل ذلك الاعتداء تكون هذه الضمانات عرضة للمصادرة، وذلك عدا العقاب المنصوص عليه في المادة الأولى، وعدا ما قد تفرضه المحكمة المنصوص عليها في المادة الثانية من هذه الاتفاقية.
- المادة العاشرة: تتعهد حكومتا العراق ونجد بأن تقوما بمذكرات ودية، لعقد اتفاقية خاصة بشأن تسليم المجرمين، طبقاً للعادات المرعية بين الدول المتحابة وذلك في مدة لا تتجاوز السنة اعتباراً من تاريخ التصديق على هذه المعاهدة من قبل حكومة العراق.
- المادة الحادية عشرة: النص العربي هو النص الرسمي الذي يرجع إليه في تفسير مواد هذه الاتفاقية.
- المادة الثانية عشرة: تعرف هذه الاتفاقية باتفاقية بحرة

وقعت هذه الاتفاقية في مخيم بحرة في 14 من شهر ربيع الثاني عام 1344ه الموافق أول نوفمبر 1925م 